# Molophilus floridensis
Molophilus floridensis är en tvåvingeart som beskrevs av Alexander 1925. Molophilus floridensis ingår i släktet Molophilus och familjen småharkrankar. Inga underarter finns listade i Catalogue of Life.